# Taifa Valencia
De taifa Valencia was een emiraat (taifa) in de regio Valencia in het oosten van Spanje. De hoofdstad was Valencia (Arabisch: Balansiya). De taifa kende vier onafhankelijk periodes, van 1010 tot 1065, van 1075 tot 1099, van 1145 tot 1147 en ten slotte van 1229 tot 1238, toen het werd veroverd door het koninkrijk Aragón.

## Eerste taifa (1010–1065)
De taifa ontstond in de periode voorafgaand aan de val van het kalifaat Córdoba (1031) uit de kurah Balansiya (district in kalifaat) en kwam onder de Slaaf Mubarrak, die waarschijnlijk samen met Muzaffar regeerde. Opvolger Labib al-Amiri was ook emir van de taifa Tortosa. Rond 1017 veroverde Mujahid al-Muwaffaq, emir van de taifa Denia het zuidelijk deel van de taifa en wist dit deel enkele jaren in bezit te houden. Hij was waarschijnlijk afkomstig uit Sardinië. Tijdens de heerschappij van Abd al-Aziz ibn Abd al-Rahman al-Mansur voerde Mujahid geregeld strijd. Dankzij bemiddeling van Suleiman ibn Hud van de Taifa van Zaragoza werd in 1041 een vredesverdrag getekend.
Toen in 1061 Abd al-Aziz ibn Abd al-Rahman al-Mansur werd aangevallen door koning Ferdinand I van Castilië was het Yahya ibn Ismail al-Mamun, emir van de taifa Toledo, die in 1065 de taifa, met de goedkeuring van Ferdinand I, annexeerde. Al-Mamun kwam in 1075 door vergiftiging om het leven. Hij werd in Toledo en Valencia opgevolgd door zijn kleinzoon Yahya ibn Ismail ibn Yahya al-Qadir. Dit veroorzaakte een opstand in Valencia.

## Tweede taifa (1075–1099)
In 1075 kwam Valencia met Abu Bakr ibn Abd al-Aziz in opstand tegen Al-Qadir en greep de eerstgenoemde de macht. In 1078 moest Al-Qadir ook Toledo ontvluchten en zocht hij hulp bij Alfons VI van Castilië.
Na de verovering van Toledo op 25 mei 1085, was Al-Qadir door Alfons VI beloofd dat hij als emir hersteld zou worden in Valencia. De Castilianen onder Alvar Fáñez installeerden vervolgens Al-Qadir as emir. In oktober 1092 kwam de qadi Abu Ahmed Jafar ibn Abd Allah ibn Yahhaf door een coup aan de macht en werd Al-Qadir geëxecuteerd. 
In november 1092 begon Rodrigo Díaz de Vivar (El Cid) met zijn troepen als reactie hierop aan de belegering van Valencia. Deze belegering duurde zo'n twee jaar. Op 15 juni 1094 veroverde hij de stad en omgeving en bood het veroverde gebied aan Alfons VI. El Cid veranderde de moskeeën van Valencia in katholieke kerken en stelde de Franse monnik Jerôme aan als nieuwe aartsbisschop. Ibn Yahhaf werd na de verovering levend verbrand. El Cid overleed in 1099, waarna zijn vrouw Doña Ximena de macht over Valencia gedurende drie jaar overnam. In 1102 veroveren de Almoraviden uit Marokko de stad en werd Abu Mohammed ibn Fatima gouverneur.

## Derde taifa (1145–1147)
Na de heerschappij van de Almoraviden kwam in 1145 Abu Abd al-Malik Marwan ibn Abd al-Aziz de macht. In 1147 viel het aan Mohammed ibn Abd Allah ibn Saad ibn Mardanis, emir van de taifa Murcia.

## Vierde taifa (1229–1238)
Na het tijdperk van de Almohaden uit Marokko (1172-1229) werd de taifa voor de laatste keer onafhankelijk. Zayyan ibn Mardanish, heerser in Onda (1228-1229) en later emir van de taifa Murcia (1239-1241), werd de laatste emir. Op 28 september 1238 gaf de stad zich over aan Jacobus I van Aragón. Meer dan 50.000 Almoraviden ontvluchtten de stad en op 9 oktober werd Valencia de hoofdstad van het nieuwe koninkrijk Valencia, onderdeel van het koninkrijk Aragón.

## Lijst van emirs
Saqaliba (Slavisch)
- Mubarrak en Muzaffar: 1010/11–1017
- Labib al-Amiri: 1017–1019
- Mujahid al-Muwaffaq: 1019–1021

Banu Amiri
- Abd al-Aziz ibn Abd al-Rahman al-Mansur: 1021–1061
- Abd al-Malik ibn Abd al-Aziz al-Muzzaffar: 1061–1065
- Aan taifa Toledo: 1065–1075
- Abu Bakr ibn Abd al-Aziz: 1075–1085
- Uthman ibn Abu Bakr: 1085

Banu Dil-Nun
- Yahya ibn Ismail ibn Yahya al-Qadir: 1085–1092

Banu Yahhaf
- Abu Ahmed Jafar ibn Abd Allah ibn Yahhaf: 1092–1094

Díaz
- Rodrigo Díaz de Vivar: 1094–1099
- Aan Koninkrijk Castilië: 1099–1102
- Aan Almoraviden uit Marokko: 1102–1145

Banu Abd al-Aziz
- Abu Abd al-Malik Marwan ibn Abd al-Aziz: 1145

Banu Jyad
- Abu Mohammed ibn Jyad: 1145–1146

Banu Hud
- Abu Jafar Ahmed ibn Hud Sayf al-Dawla: 1146

Banu Jyad
- Abu Mohammed ibn Jyad (hersteld): 1146–1147
- Aan taifa Murcia: 1147–1172
- Aan Almohaden uit Marokko: 1172–1229

Banu Mardanish
- Zayyan ibn Mardanish: 1229–1238
- Aan koninkrijk Aragón: 1238